# Jimmy Banks
Jimmy Banks (Milwaukee, 2 de septiembre de 1964 - Ibíd., 26 de abril de 2019) fue un jugador de fútbol estadounidense que actuaba en la posición de defensor. Representó a su país en la Copa Mundial de Fútbol de 1990.

## Trayectoria
Descubrió el fútbol a los seis años, gracias a un programa deportivo del Ejército de Salvación.
Asistió a la Universidad de Wisconsin-Milwaukee, donde jugó para los Panthers en la División I de la NCAA. Fue en ese periodo que dejó de jugar de delantero para retrasare en el campo de juego. Su talento lo llevó a integrar el equipo All-Star de universitarios que disputó la Copa Miami en 1986.
En 1987 se presentó a los drafts de la MISL y de la NPSL -dos ligas profesionales de fútbol rápido-, siendo respectivamente elegido en la primera posición por los Kansas City Comets y el Milwaukee Wave. Banks escogió quedarse en su ciudad, por lo que jugaría profesionalmente hasta 1993 con el Wave. Posteriormente jugaría para los Milwaukee Bavarians en el circuito amateur.
Tras retirarse se dedicó a entrenar equipos de fútbol. De ese modo trabajó para la Escuela de Ingeniería de Milwaukee entre 1999 y 2019 dirigiendo a los Raiders, su equipo de fútbol enrolado en la División III de la NCAA. También fundó el club Milwaukee Simba Lions y colaboró con los Milwaukee Kickers, dos instituciones destinadas a difundir el deporte entre jóvenes.
Falleció víctima del cáncer pancreático. Sus tres hijos, Demetrius, J.C. y Jordan, jugaron al fútbol a nivel universitario y profesional.

### Clubes
| Club                | País           | Año       |
| ------------------- | -------------- | --------- |
| Milwaukee Wave      | Estados Unidos | 1987-1993 |
| Milwaukee Bavarians | Estados Unidos | 1993–1999 |

## Selección nacional
Hizo su debut con la selección de fútbol de Estados Unidos en febrero de 1986 en un partido ante Canadá. 
Integró el combinado nacional que disputó los Juegos Panamericanos de 1987 y la Universiada de 1987.
El torneo más relevante que disputó fue la Copa Mundial de Fútbol de 1990, donde, junto a Desmond Armstrong, se convirtió en el primer jugador de raza negra en jugar el torneo de fútbol más importante del mundo para un representativo de su país.